# Stavební materiál

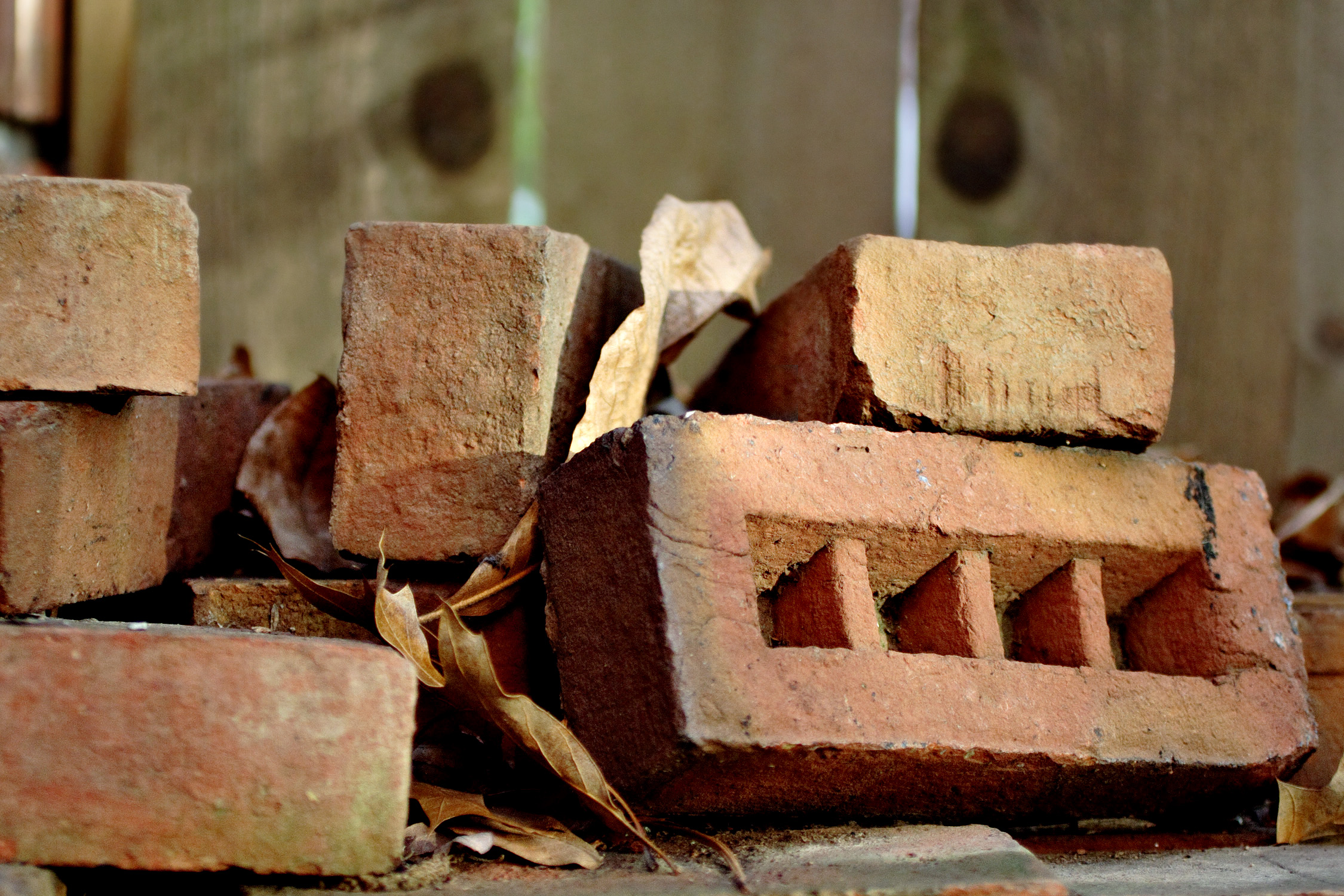
Pálené cihly

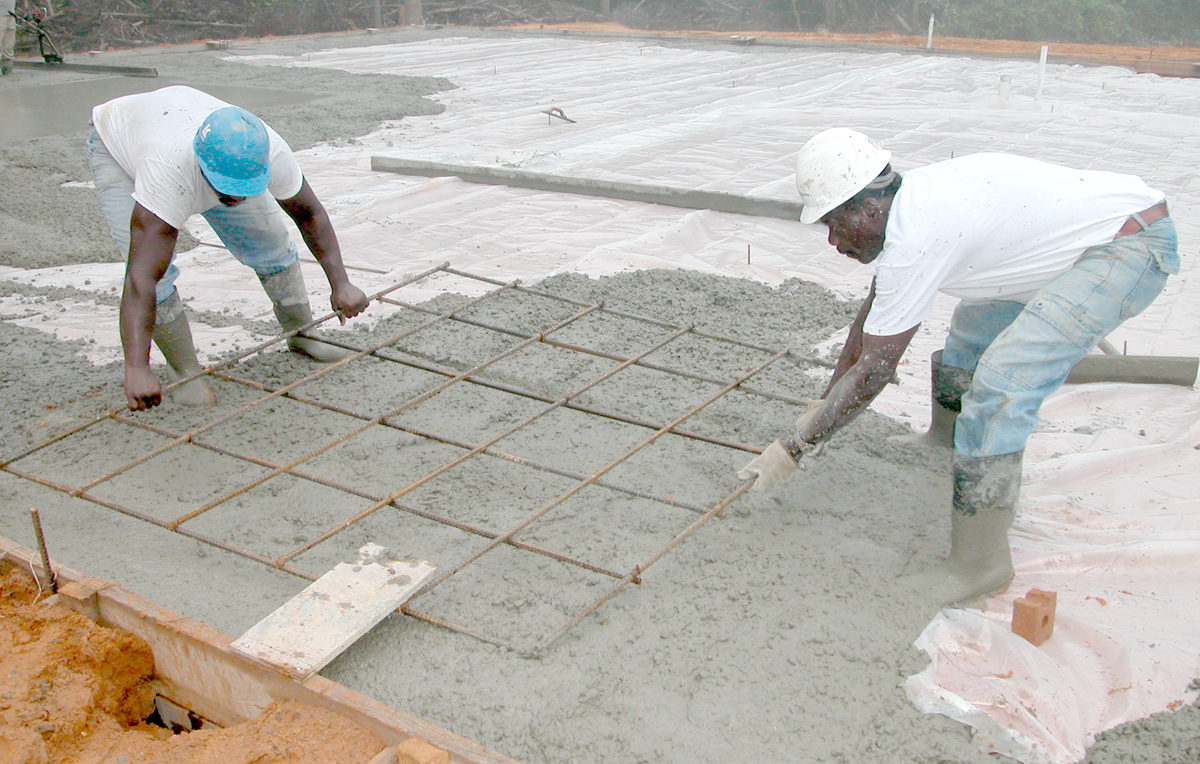
Příprava železobetonové desky

Stavební materiál či pouze stavivo je látka s vhodnými vlastnostmi, která se používá ve stavebnictví, kde slouží k výstavbě. Za stavební materiál je možno považovat prakticky cokoli, z čeho lze něco vybudovat, ať už jsou to cihly, hlína, dřevo či kov. V moderní architektuře však také například sklo či kompozitní materiály. Jde tedy o materiálovou základnu, bez níž by se stavebnictví neobešlo.

## Rozdělení materiálů

### Podle původu
- přírodní
- umělé

### Podle chemické povahy
- organické
- anorganické
- kombinované

### Podle účelu použití
- nosné
- nenosné
- ochranné
- provozní
- instalační
- izolační

### Podle zpracování
- přírodní neupravené suroviny
- druhotné suroviny
- polotovary
- kompozitní materiály
- umělé průmyslové výrobky
- doplňkové hotové výrobky

## Stavební chemie
Specifickou kategorií stavebních materiálů je takzvaná stavební chemie. Zpravidla jsou jí materiály sypkého nebo tekutého charakteru. Mohou mít vlastnosti pojiva, izolační vrstvy, lepidla i omítky. 

## Použití
Používají se ve stavebnictví, hutnictví, chemickém průmyslu a dřevařském průmyslu.

## Fyzikální a chemické vlastnosti stavebních materiálů
- vnější vzhled
- struktura
- přesnost výrobních rozměrů
- hmotnost
- hustota
- hutnost
- pórovitost
- zrnitost
- mezerovitost
- vlhkost
- nasákavost
- vodotěsnost
- trvanlivost
- akustická vodivost
- pevnost
- pružnost
- odolnost vůči vysokým teplotám
- tepelná vodivost